# الیکایی اخراگون
الیکایی اخراگون (نام علمی: Troglodytes ochraceus) نام یک گونه از سرده الیکایی‌های غارنشین است.